# Inna Derusova
Inna Mykolaivna Derusova (en ucraniano: Інна Миколаївна Дерусова, Krivói Rog, República Socialista Soviética de Ucrania, Unión Soviética, 5 de julio de 1970-Ojtirka, Ucrania, 26 de febrero de 2022) fue una médica militar ucraniana. Fue la primera mujer en recibir a título póstumo la distinción de Héroe de Ucrania.

## Bulo de visita al hospital

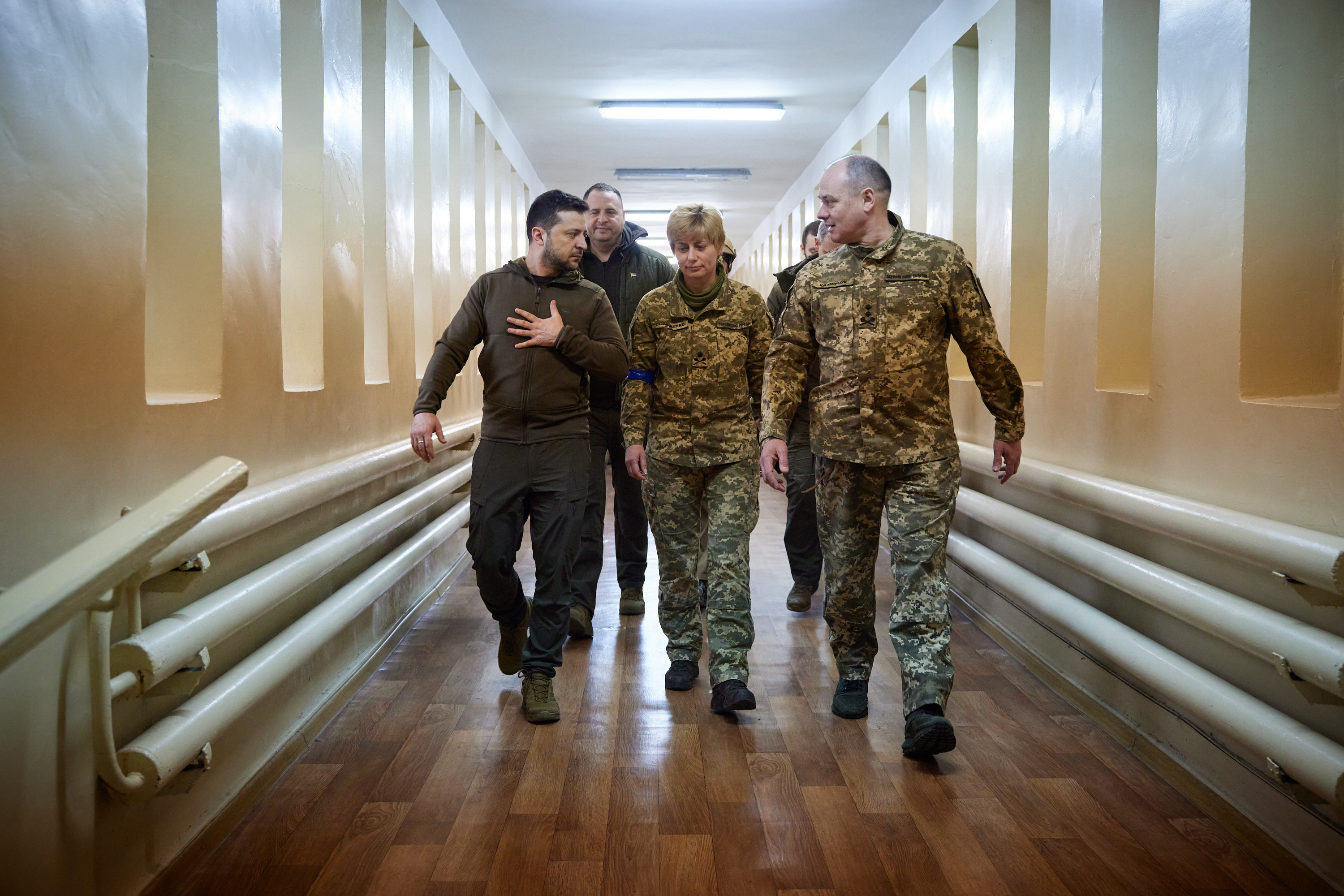
Volodímir Zelenski con Tetiana Ostashchenko visitando un hospital militar de Kiev en marzo de 2022

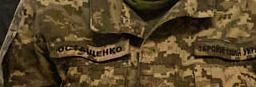
Nombre en el uniforme, OSTASCHENKO ОСТАЩЕНКО

El 13 de marzo de 2022, el servicio de prensa del gobierno ucraniano publicó fotos y un vídeo del presidente de Ucrania, Volodímir Zelenski, visitando un hospital militar de Kiev. Fuentes prorrusas como RT y el político Illia Kyva afirmaron que las imágenes mostraban a Zelenskyy acompañado de Derusova, quien había fallecido en febrero, sugiriendo que la visita era pregrabada o falsa. En realidad, la mujer que acompañaba a Zelenskyy era la comandante de las fuerzas médicas de Ucrania, la general de brigada Tetiana Ostashchenko, como se podía leer en su uniforme. La afirmación fue parte de una serie de afirmaciones falsas de que las autoridades ucranianas habían huido del país.